# Dopravní uzel

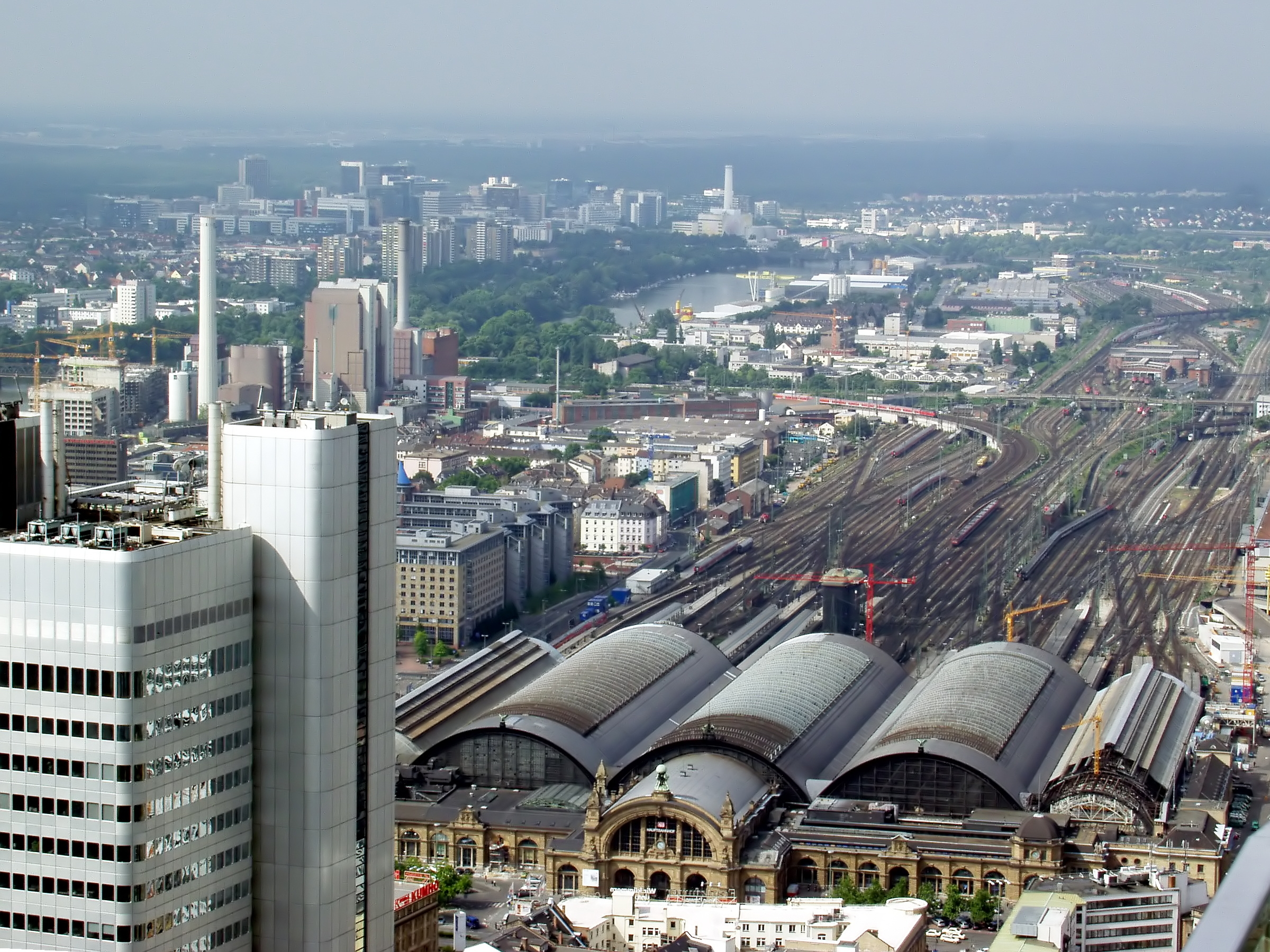
Železniční nádraží ve Frankfurtu nad Mohanem. Město je rovněž významným uzlem i v jiných druzích dopravy, hlavně v letecké. Zdejší letiště patří k nejvytíženějším v Evropě.

Dopravní uzel, nebo také dopravní křižovatka nebo dopravní hub, je soustředění dopravních cest a tahů. Lze tak označit buď konkrétní dopravní terminál (nádraží, autobusové nádraží, stanice metra, křižovatka, náměstí), nebo, v širším významu a v kontextu dálkové dopravy, celé město.
Dochází zde k výměně cestujících nebo nákladu mezi vozidly nebo mezi způsoby přepravy. Veřejné dopravní huby (dopravní terminály) zahrnují železniční nádraží, rychlodráhu, autobusové a tramvajové zastávky, letiště a přístavní mola, nákladní huby pak zahrnují depa, překladiště, přístavy a terminály nákladních vozidel nebo jejich kombinaci. Pro soukromou přepravu mohou jako hub fungovat parkoviště.
Dopravním uzlem v širším významu bývá buď větší město (Praha, Vídeň, Budapešť, Štětín, Londýn) nebo i město menší, které leží u křížení nebo větvení dopravních cest (Česká Třebová, Svidník, Hegyeshalom, Września, Ystad). Je obvyklé, že křížení železničních či jiných tras vede k oživení obchodu města a následně k jeho rozvoji. Tak tomu bylo u mnohých sídel, například u Českých Budějovic či Zlína. Dopravními uzly bývají i velká přímořská přístavní města, města s významnými letišti atd.

## Uzlové letiště
Zvláštní postavení má uzlové letiště, které aerolinky užívají jako přestupní místo, aby dopravily cestující do cílového místa určení. Společnost Delta Air Lines zavedla organizaci letecké přepravy s využitím hubu a paprsků v roce 1955 ze svého letiště v Atlantě (USA), aby konkurovala společnosti Eastern Air Lines. Společnost FedEx přijala model hubu a paprsků pro přepravu nočních zásilek během 70. let. Po deregulaci leteckého průmyslu v USA (1978) byl systém hubu přijat několika aerolinkami.